# Florian Radziwiłłowicz
Florian Radziwiłłowicz (ur. 3 maja 1920, zm. 20 października 1989) – polski działacz partyjny i państwowy, inżynier rolnictwa, żołnierz Armii Krajowej i partyzantki, w latach 1973–1975 wicewojewoda gdański.

## Życiorys
Walczył jako szeregowiec w Armii Krajowej, następnie do sierpnia 1945 w partyzantce na terenie powiatu przeworskiego. W kwietniu 1947 ujawnił się w miejscowym Powiatowym Urzędzie Bezpieczeństwa Publicznego, podlegał amnestii, jednak według danych archiwalnych poddawany był obserwacji aż do lat 80. W grudniu 1948 wstąpił do Polskiej Zjednoczonej Partii Robotniczej. Absolwent Wyższej Szkoły Rolniczej w Olsztynie (1956), zajmował później stanowiska kierownicze w przedsiębiorstwach i administracji. Od 1961 do 1963 zastępca kierownika Wydziału Rolnictwa i Leśnictwa w Prezydium Wojewódzkiej Rady Narodowej w Gdańsku, następnie od 1963 do 1973 dyrektor Zjednoczenia Państwowych Gospodarstw Rolnych. Od 1973 zajmował stanowisko wicewojewody tzw. „dużego”, a w 1975 tzw. „małego” województwo gdańskiego. Od czerwca 1975 do listopada 1976 należał do egzekutywy Komitetu Wojewódzkiego PZPR w Gdańsku.
Pochowany na cmentarzu Oliwskim.